# الولايات الكونفدرالية الأمريكية
الولايات الكونفدرالية الأمريكية (بالإنجليزية: Confederate States of America اختصارًا «CSA») أو الولايات الأمريكية الحلافيّة ويُشار إليها عادة بالولايات الكونفدرالية أو الكونفدرالية فقط، هي جمهورية غير معترفٍ بها رسميًا في أمريكا الشمالية، اتبعت نظام ديمقراطية سادة الشعب أو Herrenvolk، ووُجدت منذ 8 فبراير عام 1861 وحتى 9 مايو عام 1865. تألفت الكونفدرالية من الولايات الأمريكية التي أعلنت انفصالها عن الولايات المتحدة وشنّت حربًا عليها إبان فترة الحرب الأهلية. أعلنت 11 ولاية من الولايات المتحدة انفصالها عن الاتحاد، وألّفت تلك الولايات الجزء الرئيسي من الولايات الكونفدرالية المتحدة. تلك الولايات هي: كارولاينا الجنوبية ومسيسيبي وفلوريدا وألاباما وجورجيا ولويزيانا وتكساس وفرجينيا وأركانساس وتينيسي وكارولاينا الشمالية. أعلنت كنتاكي وميزوري انفصالهما عن الولايات المتحدة وحصولهما على العضوية الكاملة في الكونغرس الكونفدرالي إبان فترة احتلال جيش الاتحاد.
تأسست الولايات الكونفدرالية في 8 فبراير عام 1861، وشاركت 7 ولايات تؤيد العبودية في تأسيسها: كارولاينا الجنوبية ومسيسيبي وفلوريدا وألاباما وجورجيا ولويزيانا وتكساس. تقع الولايات السبع في منطقة الجنوب العميق من الولايات المتحدة، واعتمد اقتصادها بشدة على الزراعة (زراعة القطن خصوصًا) ونظام المزارع القائم على العبيد الأفارقة للعمل فيها. اقتنعت الولايات الكونفدرالية بالخطر الذي يهدد نظام العبودية وتفوّق البيض بعد انتخاب المرشح الجمهوري أبراهام لينكون لمنصب رئيس الولايات المتحدة، فكان لينكون من مناهضي توسّع العبودية في المناطق الغربية، لذا أعلنت الولايات الكونفدرالية انفصالها عن الولايات المتحدة، وأصبحت الولايات الموالية للشمال تُعرف باسم الاتحاد إبان فترة الحرب الأهلية التي اندلعت حينها. تحدّث نائب رئيس الكونفدرالية ألكسندر ستيفنز، في خطاب كورنرستون، عن أيديولوجيا الكونفدرالية وقال أنّه قائمٌ على «الحقيقة الواضحة التي تؤكد عدم وجود مساواة بين الزنجي والرجل الأبيض، وأن العبودية جزءٌ من طبيعته وظروفه الطبيعية باعتباره خاضعًا للعرق المتفوّق».
تأسست حكومة كونفدرالية مؤقتة في 8 فبراير عام 1861، قبل استلام لينكون منصب الرئيس في 4 مارس عام 1861. وصفتها حكومة الولايات المتحدة الفيدرالية بالحكومة غير الشرعية، ونظر الشماليون إلى الكونفدراليين على أنّهم خونة. بعد اندلاع الحرب في أبريل، التحقت 4 ولايات تؤيد العبودية من الجنوب العلوي بالكونفدرالية -وهي فرجينيا وأركانساس وتينيسي وكارولاينا الشمالية. قبلت الكونفدرالية لاحقًا عضوية ولايتي ميزوري وكنتاكي المؤيدتين للعبودية أيضًا، فكان قبول إعلانات انفصال مجالس بقايا الولايات بمثابة إقرار لتفويض النواب وأعضاء مجلس الشيوخ في كونغرس الولايات الكونفدرالية، لكن تلك الولايات لم تخضع إطلاقًا لسلطة قوات الكونفدرالية، على الرغم من الجهود التي بذلتها حكومات الظل الكونفدرالية، والتي حُلّت وطُردت في نهاية المطاف. رفضت حكومة الولايات المتحدة مطالب الانفصال، وعدّتها مطالبًا غير شرعية.
بدأت الحرب الأهلية في 12 أبريل عام 1861 عندما هاجمت قوات الكونفدرالية فورت سمتر، وهو حصن تابع للاتحاد في مرفأ تشارلستون بولاية كارولاينا الجنوبية. لم تعترف أي حكومة أجنبية باستقلال الكونفدرالية، لكن بريطانيا وفرنسا عدّتاها إحدى الأطراف المتحاربة، ما أتاح لعملاء الكونفدرالية التواصل مع جهات خاصة للحصول على الأسلحة والمعدات الأخرى. بحلول عام 1865، وقعت حكومة الكونفدرالية المدنية في فوضى شاملة، فحُلّ كونغرس الولايات الكونفدرالية إلى أجل غير مسمى، وانتهى وجوده فعليًا في 18 مارس. بعد 4 سنوات من القتال العنيف، ووفاة ما بين 620 ألف إلى 850 ألف مقاتل عسكري، استسلمت كافة القوات البحرية والبرية الكونفدرالية أو أوقفت أعمالها العدوانية. لم تنته الحرب نهاية رسمية، إنما استسلمت قوات الكونفدرالية أو أخلت مواقعها على نطاق واسع في معظم فترات العام 1865. كان استسلام الجنرال روبرت لي أمام يوليسيس غرانت في أبوماتوكس أبرز أحداث الاستسلام الهامة من الحرب، وحدث ذلك في 9 أبريل، فقُطعت كافة الشكوك بخصوص نتيجة الحرب أو صمود الكونفدرالية. مع ذلك، لم يستسلم الجنرال الكونفدرالي جوزيف جونستون وجيشه الضخم لوليام شيرمان حتى 26 أبريل. تعرض الرئيس لينكون للاغتيال على يد المتعاطف مع الكونفدرالية جون ويلكس بوث في 15 أبريل عام 1865، وأعلنت إدارة الرئيس الكونفدرالي جيفرسون ديفيس انهيار الكونفدرالية في 5 مايو، واعترف الأخير في كتابات لاحقة أن الكونفدرالية «اختفت» تمامًا في عام 1865. في 9 مايو عام 1865، أعلن الرئيس الأمريكي أندرو جونسون عن نهاية المقاومة المسلحة في الجنوب رسميًا.
جرت إعادة قبول الولايات الكونفدرالية في الكونغرس الأمريكي إبان فترة إعادة الإعمار بعد انتهاء الحرب، وأقرّت كل ولاية من الولايات الكونفدرالية السابقة التعديل الدستوري الثالث عشر الذي يحظر العبودية. برزت في العقود التالية للحرب أيديولوجية القضية الخاسرة في أوساط الجنرالات والسياسيين الكونفدراليين السابقين، ولدى منظمات مثل بنات الكونفدرالية المتحدات وأبناء محاربي الكونفدرالية القدامى، والقضية الخاسرة هي نظرة مثالية للكونفدرالية التي تحارب بجرأة من أجل قضية عادلة. برزت فترات لاحقة ساد فيها نشاط القضية الخاسرة، مثل الفترة التي اندلعت فيها الحرب العالمية الأولى، وإبان حركة الحقوق المدنية في خمسينيات وستينيات القرن الماضي ردًا على الدعم الشعبي المتزايد للمساواة العرقية. سعى مناصرو هذه الآيديولوجيا إلى التأكد من دعم الأجيال المستقبلية من البيض الجنوبيين لسياسات تفوّق العرق الأبيض، مثل قوانين جيم كرو، عبر نشاطات مثل بناء النصب التذكارية الكونفدرالية والتأثير على واضعي الكتب المدرسية من أجل تحسين صورة الكونفدرالية. بدأ عرض علم الكونفدرالية حديثًا في فترة الانتخابات الرئاسية من عام 1948، فاستُخدمت راية المعركة حينها من طرف الديكسيكراتيين الذين عارضوا حركة الحقوق المدنية، واستمرّ أنصار العزل العنصري باستخدام هذا العلم في مسيراتهم ومظاهراتهم.

## نطاق السيطرة

يشير اللون الأزرق إلى ولايات الاتحاد والولايات الزرقاء الفاتحة الداعمة للاتحاد (الولايات الحدودية) التي ظلت في الأساس تحت سيطرة الاتحاد، على الرغم من أن كنتاكي وميزوري كان لديهما حكومتان متنافستان للكونفدرالية والاتحاد. يمثل اللون الأحمر الولايات المنفصلة المتمردة، والمعروفة أيضًا باسم الولايات الكونفدرالية الأمريكية. كانت المناطق غير الملونة عبارة عن أقاليم، باستثناء الأراضي الهندية، والتي تُعرف حاليًا بولاية أوكلاهوما.

تطور الولايات الكونفدرالية بين ديسمبر 1860 ويوليو 1870

خريطة انقسام الولايات في الحرب الأهلية الأمريكية (1861-1865). يشير اللون الأزرق إلى ولايات الاتحاد الشمالية، ويمثّل اللون الأزرق الفاتح ولايات الاتحاد الخمس المؤيدة للعبودية (الولايات الحدودية) التي بقيت تابعة إلى سلطة الاتحاد أساسًا. يمثّل اللون الأحمر الولايات الجنوبية المتمردة التي انفصلت على الولايات المتحدة، وتُعرف أيضًا باسم الولايات الكونفدرالية الأمريكية. أما المناطق غير الملوّنة، فكانت أقاليمًا تابعة للولايات المتحدة، باستثناء الإقليم الهندي (أوكلاهوما لاحقًا).
في 22 فبراير عام 1862، وقّعت 7 ولايات على دستور الولايات الكونفدرالية الذي حلّ مكان الدستور المؤقت للثامن من فبراير عام 1862، وهذه الولايات هي مسيسيبي وكارولاينا الجنوبية وفلوريدا وألاباما وجورجيا ولويزيانا وتكساس، وجاء في الدستور نيّة الولايات إنشاء «حكومة فدرالية دائمة». أعلنت 4 ولايات إضافية مناصرة للعبودية -هي فرجينيا وأركانساس وتينيسي وكارولاينا الشمالية- انفصالها عن الولايات المتحدة وانضمامها إلى الكونفدرالية عقب طلب الرئيس الأمريكي أبراهام لينكون من الجنود المرابطين في الولايات السابقة إعادة احتلال حصن سمتر والممتلكات الفيدرالية الأخرى التي استولت عليها الكونفدرالية في الجنوب.
جرى تمثيل ولايتي ميزوري وكنتاكي عبر فصائل حزبية تبنّت شكلًا من أشكال حكومات الولاية من دون امتلاكها سلطة على أراضٍ كافية أو مجموعات سكانية. حافظت حكومتا الولايتين السابقتين في فترة ما قبل الحرب على تمثيلهما في الاتحاد. حاربت قبيلتان من «القبائل المتحضرة الخمس» إلى جانب الكونفدرالية، وهما قبيلتا تشوكتاو وتشيكاساو في الإقليم الهندي، وفي إقليم أريزونا الكونفدرالي الجديد وغير الخاضع للسيطرة. أوقفت محاولات انفصال بعض الفصائل في ماريلاند عبر فرض القانون العرفي، ولم تحاول ولاية ديلاوير الانفصال على الرغم من انقسام الولاء بين مؤيدي ومعارضي الانفصال.

## أحداث الحرب
كانت الحرب في صالح الولايات الكونفدرالية في الشهور الأولى. وقد أدت هزيمة قوات الاتحاد في فريدريكسبرج بفرجينيا، إلى أن يعرض إمبراطور فرنسا نابليون الثالث خدماته بوصفه صانع سلام بين الاتحاد والكونفدرالية. ولكن الاتحاد رفض ذلك العرض. عام 1863، انقلب التيار ضد الكونفدرالية، فقد كان بإمكان جيوش الاتحاد أن تحصل على مواد وإمدادات من الشمال الصناعي أكثر مما كانت تستطيع جيوش الكونفدرالية الحصول عليه من الجنوب الزراعي. واستطاع الشمال أن يُزوّد جيشه بالذخيرة والطعام والملابس، بينما كان جيش الجنوب يعاني من نقص هذه الإمدادات. وحاصرت سفن الاتحاد الموانئ الجنوبية. وكانت الطريقة الوحيدة أمام الجنوب، لكي يحصل على إمداداته الضرورية الآتية عبر البحار، هي أن يخترق الحصار. وحارب جنود الجنوب بشجاعة حتى زال أي أمل في النصر.
كان مجلس الكونفدرالية يجتمع كثيرًا أثناء الحرب لمتابعة أوامر الرئيس ديفز الذي استعمل بحرية جميع قدراته الحربية. واستولت قوات الاتحاد على ريتشموند في 3 أبريل عام 1865م. وأصبحت دانفيل بولاية فرجينيا عاصمة لحكومة ديفز.
استسلم الجزء الأساسي من جيش الكونفدرالية في 9 من أبريل عام 1865م. لقد دافع شعب الكونفدرالية عن أسلوب حياة بدا لهم أنه هو الصحيح، ولكنهم خضعوا للقوة الأكثر تفوُّقاً. وكان طريق التوحد الروحي بين الشمال والجنوب طويلاً، ولكن، مع بداية القرن العشرين، نسي الجنوبيون سخطهم القديم على أهل الشمال.

## الحكومة والسياسة

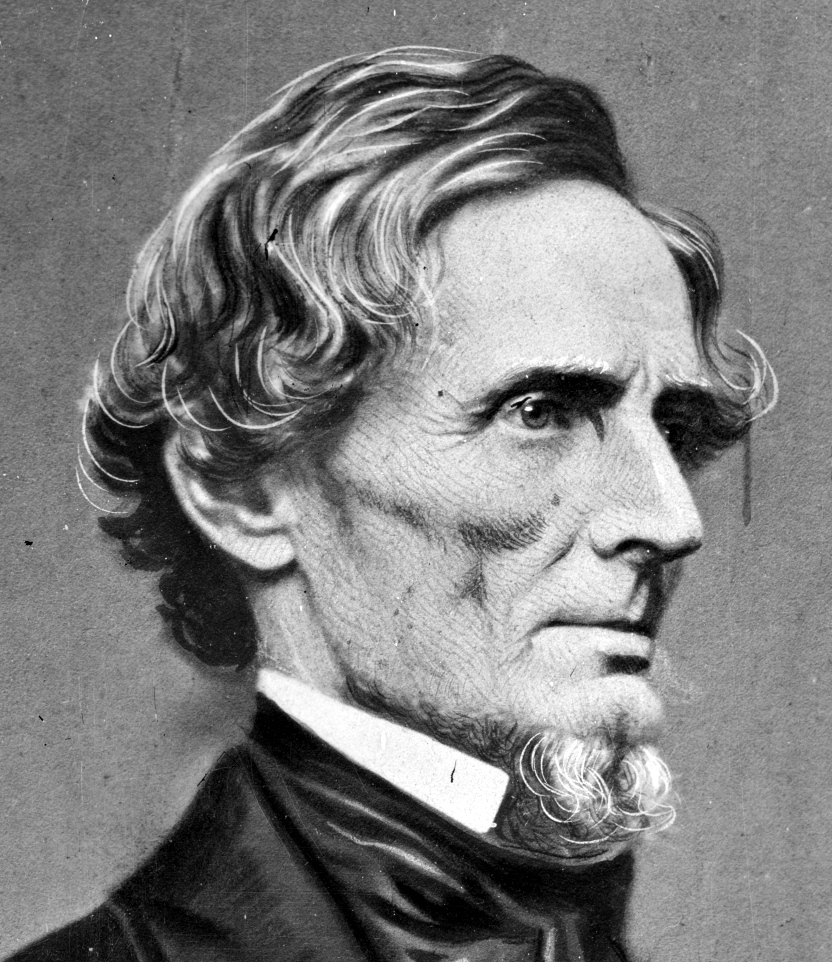
الرئيس جفرسون ديفيس
(1865-1861)

بدأ تنظيم حكومة للاتحاد الكُونفدرالي في 4فبراير عام 1861م، حينما اجتمعت وفود من الولايات الست التي كانت قد انسحبت في ذلك الوقت في مونتجمري وشكلت حكومة مؤقتة. وانتخب جيفرسون ديفز من المسيسيبي رئيسًا للاتحاد الكونفدرالي، كما اختير ألكسندر ستيفنز من جورجيا نائبًا للرئيس، وذلك لمدة عام واحد. وبعد تبني الدستور الدائم، جرى انتخابهم لمدة ستة أعوام. واختيرت مونتجمري لتكون العاصمة المؤقتة. وبعد أن انسحبت فرجينيا أجرى مؤتمر الاتحاد الكونفدرالي تصويتًا لنقل عاصمته إلى ريتشموند وذلك في 21 من مايو عام 1861م، وتم النقل في 29 من مايو من العام نفسه.

### الدستور

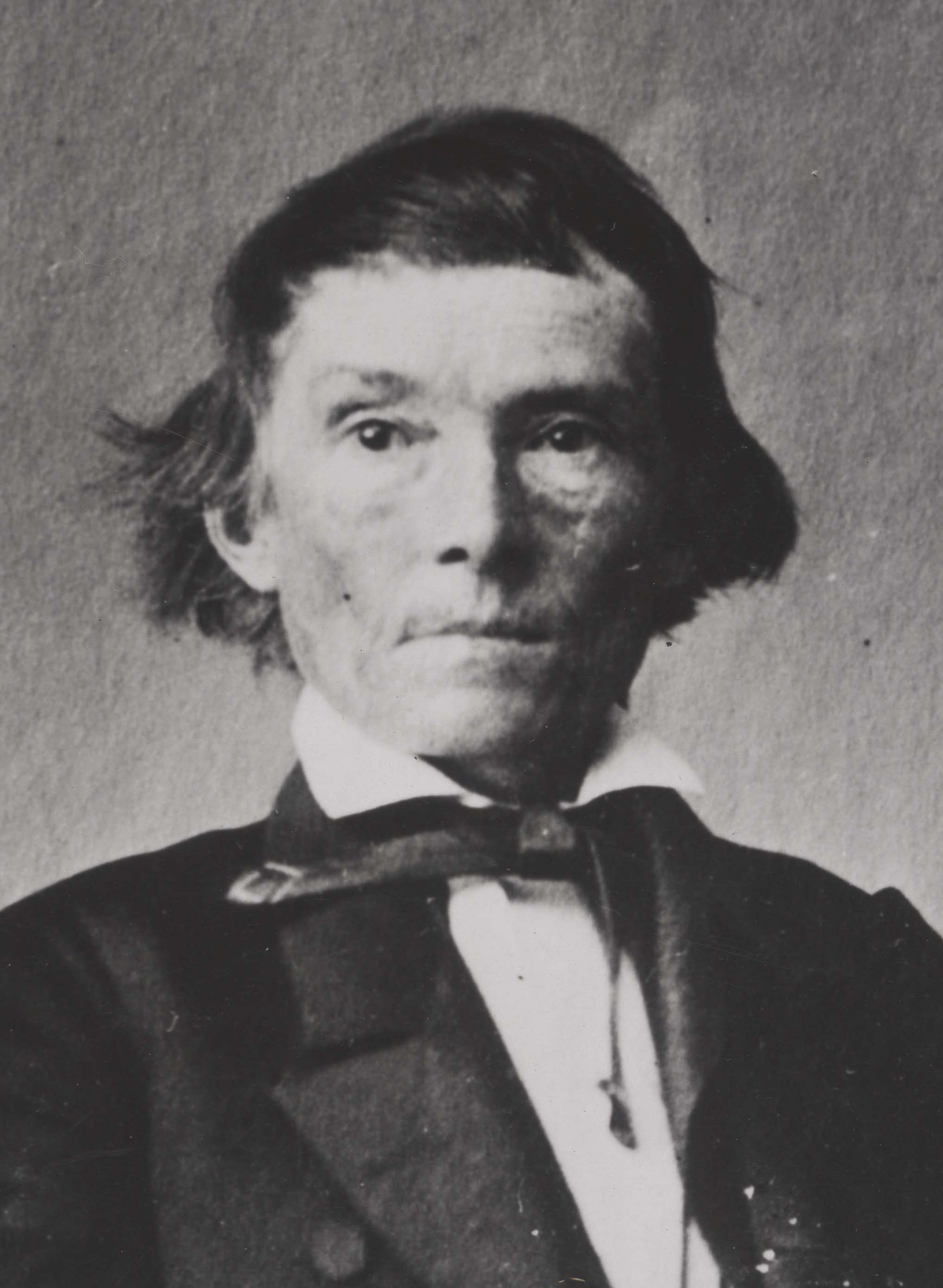
ألكسندر ستيفينز نائب رئيس الولايات الكونفدرالية.

ووضِع دستور الاتحاد الكونفدرالي في مارس عام 1861م على نمط دستور الولايات المتحدة الأمريكية ولكنه احتوى على ستة اختلافات مهمة: 1- فترة حكم الرئيس ونائب الرئيس مدتها ست سنوات، ولا يستطيع الرئيس أن يخدم فترتين متتاليتين 2- أعضاء مجلس الوزراء لهم مقاعد في الكونغرس ولهم حق المناقشة ولكنهم لا يملكون حق التصويت. 3- التجارة الخارجية للمستعبدين قد انتهت ولكن الاستعباد لم ينته 4- لا يحق للكونغرس أن يخصص مبالغ للإصلاحات الداخلية وأن يفرض ضريبة دفاعية أو يُعطي هبات 5- ثلثا أصوات المجلسين ضرورية للسماح بانضمام ولاية جديدة للاتحاد أو لتخصيص مبالغ لم يطلبها رؤساء الولايات من خلال الرئيس 6- يمكن للرئيس أن يعترض على بنود بعينها في قوائم التخصيص.
وكانت الولايات الكونفدرالية (الاتحادية) تأمل في انسحاب سلمي من الاتحاد. وقد حاول عدد من الأشخاص في كل من الكونفدرالية والاتحاد جاهدين تجنب حرب أهلية، ولكن جهودهم باءت بالفشل وبدأت الحرب في 12 من أبريل عام 1861م.

### العاصمة
عاصمة الولايات الونفدرالية الأمريكية كانت في مونتغومري ألاباماحتى 29 مايو 1861 ثم ريتشموند فرجينيا حتى 3 أبريل 1865 .

### العلاقات الخارجية
كانت بريطانيا وفرنسا وهولندا وأسبانيا والبرازيل من بين الدول التي اعترفت بالولايات الكونفدرالية بوصفها مشاركة في الحرب وليس بصفتها دولة. معنى ذلك أن سفن الكونفدرالية كانت تتلقى نفس الامتيازات الممنوحة لسفن الولايات المتحدة الأمريكية في الموانئ الأجنبية وفي أعالي البحار.
لقد عانت الكونفدرالية من خسارة مادية كبيرة. فقد كانت ثروة الولايات المتحدة، قبل أنفصال الكونفدرالية عنها، تتركز أساسًا في الشمال، وكان الجنوب يعاني نقصًا في موارد حصيلة الضرائب التي كانت تفي بحاجتها. وكان على حكومة الكونفدرالية أن تُصْدِر أوراقاً مالية في أوائل الحرب. وسرعان ما أصبحت هذه النقود عديمة القيمة. وقد دفع شعب الولايات الكونفدرالية إلى حكومته بسخاء وعن طيب خاطر، كما قام الشعب بشراء سندات الحكومة، ولكن مساندتهم المالية المخلصة لم تستطع خلق موارد لم تكن كائنة داخل حدود الكونفدرالية.